# Arundinaria matsunoi
Arundinaria matsunoi là một loài thực vật có hoa trong họ Hòa thảo. Loài này được Makino mô tả khoa học đầu tiên năm 1918.